# مدستد
مدستد (به انگلیسی: Medstead) یک روستا و محله مدنی در بریتانیا است که در ایست همپشر واقع شده‌است. مدستد ۲٬۰۳۶ نفر جمعیت دارد.